# Ниакате, Мусса
Мусса́ Ниакате́ (фр. Moussa Niakhaté; родился 8 марта 1996 года в Рубе, Франция) — французский и сенегальский футболист, центральный защитник клуба «Олимпик Лион» и сборной Сенегала.

## Карьера

### Ранние годы
Мусса Ниакате родился 8 марта 1996 года в коммуне Рубе на севере Франции. Отец и старший брат Муссы привели его в футбол в возрасте пяти лет, семьёй они часто посещали стадионы в Лансе, Лилле и Валансьене, а также смотрели матчи Лиги 1 по телевизору. Заниматься футболом Ниакате начал в местной команде «Комин», затем в течение семи сезонов он играл в академии «Лилля». Когда ему исполнилось 15 лет, в «Лилле» решили распрощаться с молодым футболистом. Следующий год он провёл в составе молодёжной команды любительского клуба «Васкеаль», а ещё через год перешёл в молодёжную команду «Булони». Летом 2013 года Ниакате был подписан клубом «Валансьен», выступавшем в Лиге 1.

### «Валансьен»
В первое время Ниакате выступал за резервный состав «Валансьена», который играл в любительском Национальном дивизионе 3 — пятой лиге Франции. По итогам сезона 2013/14 основная команда вылетела в Лигу 2 и в следующем сезоне игрок получил возможность дебютировать в профессиональном футболе. За основной состав «Валансьена» впервые сыграл 20 октября 2014 года, выйдя на поле в конце второго тайма в домашнем матче Лиги 2 против «Дижона», закончившегося поражением хозяев со счётом 0:3. Тренер «Валансьена» Бернар Казони выпустил Ниакате за шесть минут до конца матча вместо Лориса Нери. Летом 2015 года Мусса подписал свой первый профессиональный контракт в карьере, заключив соглашение с «Валансьеном» сроком на три года. Первый гол в профессиональной карьера Ниакате забил 16 декабря 2016 года, сравняв счёт в гостевом матче Лиги 2 против «Осера», завершившегося ничьей 1:1. В сезоне 2016/17 стал одним из ведущих игроков «Валансьена», сыграв 35 матчей в Лиге 2 и проведя на поле больше минут, чем любой из полевых игроков команды.

### «Мец»
1 июля 2017 года Мусса Ниакате присоединился к команде «Мец», выступающей в Лиге 1, заключив контракт на четыре года. Первый матч в чемпионате Франции сыграл 12 августа 2017 года, выйдя на замену во втором тайме гостевого матча против «Бордо», закончившегося поражением «Меца» со счётом 0:2. Ниакате быстро стал игроком основного состава, отыграв после дебюта 34 полных матча в чемпионате Франции. Тем не менее футболист не сумел помочь команде удержаться от вылета в Лигу 2, после того как «Мец» занял 20-е место в чемпионате. Несмотря на плохие результаты клуба, сам Ниакате стал одним из немногих игроков «Меца», чьи выступления в сезоне посчитали успешными, так как футболист был важнейшим игроком команды.

### «Майнц 05»
7 июля 2018 года Ниакате подписал пятилетний контракт до 2023 года с клубом немецкой Бундеслиги «Майнц 05», сумма трансфера футболиста составила по одной информации 6 млн евро плюс бонусы, по другим данным от 8 до 10 млн евро, точные детали сделки оба клуба договорились не разглашать. В случае если последние цифры близки к истине, трансфер Ниакате стал вторым по прибыли трансфером игрока в истории «Меца», после перехода Исмаила Сарра в 2017 году в «Ренн» за 17 млн евро. В новой команде Мусса заменил другого защитника, своего партнёра по молодёжной сборной Франции Абду Диалло, перешедшего тем же летом в «Боруссию» из Дортмунда. Первый официальный матч за «Майнц» Ниакате сыграл в первом раунде кубка Германии 18 августа 2018 года, выйдя в стартовом составе в гостевой встрече против «Эрцгебирге». После фола на третьей минуте матча Ниакате был удалён с поля, оставшееся время «Майнц» провёл в меньшинстве и победил со счётом 3:1. В Будеслиге футболист дебютировал 26 августа 2018 года, выйдя в стартовом составе в домашнем матче против «Штутгарта», завершившегося победой «Майнца» со счётом 1:0.

## Карьера в сборных
В ноябре 2014 года Ниакате был вызван в сборную Франции до 19 лет и сыграл в трёх товарищеских матчах. В 2016 году в составе сборной Франции до 20 лет футболист принял участие в турнире в Тулоне, где его команда заняла второе место, проиграв в финале сборной Англии, а сам игрок появился на поле в четырёх встречах. Всего за сборную до 20 лет сыграл 8 матчей. В ноябре 2017 года Ниакате был впервые вызван в молодёжную сборную Франции, но дебютировал только в марте 2018 года, отыграв полный матч квалификации к молодёжному чемпионату Европы 2019 года против сборной Черногории, завершившегося победой Франции со счётом 2:0.

## Игровая характеристика
С ранних лет в футболе Мусса Ниакате показал себя как игрока способного сыграть не только на позиции центрального защитника, но и в качестве левого защитника. Одинаково хорошо играет на обеих позициях, так как в «Валансьене» играл практически всегда как левый защитник. Считается способным игроком, имеющим большой потенциал, обладающим очень хорошей физической подготовкой, отличающимся жёсткими и умелыми действиями в обороне.

## Вне футбола
Кумиром Ниакате является бразильский защитник Тиагу Силва, которого Мусса считается лучшим защитником в мире, кроме того он отмечает характер и решительность французского защитника Мамаду Сако, а также игру в атаке и результативность испанца Серхио Рамоса. Когда речь касается игры на левом фланге защите, то эталоном Мусса считает бразильца Марсело. После просмотра финала Лиги чемпионов 2005 года между «Миланом» и «Ливерпулем», стал поклонником «красных».
Несмотря на информацию о малийском происхождении, имеет сенегальские корни, вследствие чего следит за выступлениями сенегальских футболистов, в частности Муссы Сова и Садио Мане.

## Статистика выступлений

### Клубная статистика
| Клуб             | Сезон            | Лига | Лига | Кубок | Кубок | Кубок лиги | Кубок лиги | Еврокубки | Еврокубки | Итого | Итого |
| Клуб             | Сезон            | Игры | Голы | Игры  | Голы  | Игры       | Голы       | Игры      | Голы      | Игры  | Голы  |
| ---------------- | ---------------- | ---- | ---- | ----- | ----- | ---------- | ---------- | --------- | --------- | ----- | ----- |
| Валансьен Б      | 2013/14          | 13   | 0    | —     | —     | —          | —          | —         | —         | 13    | 0     |
| Валансьен Б      | 2014/15          | 16   | 0    | —     | —     | —          | —          | —         | —         | 16    | 0     |
| Валансьен Б      | 2015/16          | 4    | 0    | —     | —     | —          | —          | —         | —         | 4     | 0     |
| Валансьен Б      | Итого            | 33   | 0    | —     | —     | —          | —          | —         | —         | 33    | 0     |
| Валансьен        | 2014/15          | 9    | 0    | 1     | 0     | 0          | 0          | —         | —         | 10    | 0     |
| Валансьен        | 2015/16          | 28   | 0    | 1     | 0     | 1          | 0          | —         | —         | 30    | 0     |
| Валансьен        | 2016/17          | 35   | 1    | 1     | 0     | 1          | 0          | —         | —         | 37    | 1     |
| Валансьен        | Итого            | 72   | 1    | 3     | 0     | 2          | 0          | —         | —         | 77    | 1     |
| Мец              | 2017/18          | 35   | 0    | 1     | 0     | 2          | 0          | —         | —         | 38    | 0     |
| Мец              | Итого            | 35   | 0    | 1     | 0     | 2          | 0          | —         | —         | 38    | 0     |
| Майнц 05         | 2018/19          | 21   | 0    | 1     | 0     | —          | —          | —         | —         | 22    | 0     |
| Майнц 05         | Итого            | 21   | 0    | 1     | 0     | 0          | 0          | —         | —         | 22    | 0     |
| Всего за карьеру | Всего за карьеру | 161  | 1    | 5     | 0     | 4          | 0          | —         | —         | 170   | 1     |

### Статистика за сборную
| Сборная          | Год              | Товарищеские | Товарищеские | Турниры | Турниры | Всего | Всего |
| Сборная          | Год              | Игры         | Голы         | Игры    | Голы    | Игры  | Голы  |
| ---------------- | ---------------- | ------------ | ------------ | ------- | ------- | ----- | ----- |
| Франция (до 19)  | 2014             | 3            | 0            |         |         | 3     | 0     |
| Франция (до 19)  | Итого            | 3            | 0            |         |         | 3     | 0     |
| Франция (до 20)  | 2015             | 3            | 0            |         |         | 3     | 0     |
| Франция (до 20)  | 2016             | 5            | 0            |         |         | 5     | 0     |
| Франция (до 20)  | Итого            | 8            | 0            |         |         | 8     | 0     |
| Франция (до 21)  | 2018             | 5            | 0            | 3       | 0       | 8     | 0     |
| Франция (до 21)  | Итого            | 5            | 0            | 3       | 0       | 8     | 0     |
| Всего за карьеру | Всего за карьеру | 16           | 0            | 3       | 0       | 19    | 0     |